# Tuczyno
Tuczyno (biał. Тучына, ros. Тучино) – wieś na Białorusi, w obwodzie mińskim, w rejonie mołodeckim, w sielsowiecie Gródek.

## Historia
Tuczyno było w 1526 roku attynencją dóbr Chołchło, które Mikołaj II Radziwiłł otrzymał od Aleksandra Jagiellończyka w 1495 roku. Wieś szlachecka położona była w końcu XVIII wieku w powiecie mińskim województwa mińskiego.
W czasach zaborów w gminie Horodek, w powiecie wilejskim, w guberni wileńskiej Imperium Rosyjskiego. W 1866 roku liczyła 63 mieszkańców i 10 domów. Należała do dóbr Pronczejkowo, własność Tyszkiewiczów.
W latach 1921–1945 wieś leżała w Polsce, w województwie wileńskim, w powiecie wilejskim, od 1927 roku w powiecie mołodeczańskim, w gminie Gródek.
Według Powszechnego Spisu Ludności z 1921 roku zamieszkiwały tu 104 osoby, 10 było wyznania rzymskokatolickiego a 94 prawosławnego. Jednocześnie 14 mieszkańców zadeklarowało polską, 89 białoruską a 1 inną przynależność narodową. Było tu 21 budynków mieszkalnych. W 1931 w 23 domach zamieszkiwały 133 osoby.
Wierni należeli do parafii rzymskokatolickiej w Chołchle i parafii prawosławnej w Gródku. Miejscowość podlegała pod Sąd Grodzki w Rakowie i Okręgowy w Wilnie; właściwy urząd pocztowy mieścił się w Gródku.
W wyniku napaści ZSRR na Polskę we wrześniu 1939 miejscowość znalazła się pod okupacją sowiecką. 2 listopada została włączona do Białoruskiej SRR. Od czerwca 1941 roku pod okupacją niemiecką. W 1944 miejscowość została ponownie zajęta przez wojska sowieckie i włączona do Białoruskiej SRR.
Od 1991 w składzie niepodległej Białorusi.

## Przynależność państwowa i administracyjna
- ? – 1793  I Rzeczpospolita, województwo mińskie, powiat miński
- 1793–1917  Imperium Rosyjskie, gubernia wileńska, powiat wilejski
- 1917–1919  Rosyjska FSRR
- 1919–1920  Polska, Zarząd Cywilny Ziem Wschodnich, okręg wileński
- 1920  Rosyjska FSRR
- 1920 - 1945[b]  Polska
  - województwo:
    - nowogródzkie (1921–1922)
    - Ziemia Wileńska (1922–1926)
    - wileńskie (od 1926)

  - powiat:
    - wilejski (1920 - 1927)
    - mołodeczański (od 1927)
- 1945–1991  ZSRR, Białoruska SRR
- od 1991  Białoruś